# 42: Festival de gèneres fantàstics
El festival 42 de generes fantàstics va celebrar la seva primera edició al novembre de l'any 2021 a Barcelona. Es tracta d'una sèrie d'events dedicats al món de la literatura, i, especialment, la narrativa fantàstica i de ciència-ficció, que va acollir autors de tan renom en la literatura fantàstica com Alexandra Bracken o Elisabetta Gnone. Deu el seu nom a una de les novel·les més cèlebres del gènere de ciència-ficció: Guia galàctica per a autoestopistes, de Douglas Adams, on la xifra 42 juga un important paper.

## Història
La primera edició del recent creat festival 42 de literatura fantàstica va tenir lloc a Barcelona entre els dies 3 i 7 de novembre de 2021. Els escenaris del festival van ser dos: la Fabra i Coats: Fàbrica de creació, per una banda, i la biblioteca Ignasi Iglésies-Can Fabra, per l'altra. El festival 42 és una proposta llançada per l'Ajuntament de Barcelona. La participació ha estat considerable, i els coordinadors de l'event esperen poder realitzar-lo de forma anual.

## Programació[calcitació]
Amb més de setanta-quatre activitats literàries gratuïtes, el festival 42 ha arrencat la seva primera edició amb un seguit se taules rodones, conferències i presentacions de llibres. El primer esdeveniment, una taula rodona anomenada Somnis de robot: 100 anys imaginant éssers artificials, va marcar el ritme de la resta del festival amb un dels autors més emblemàtics de la història de la ciència-ficció: Stanisław Lem. A partir d'entendre la seva biografia i el que el va impulsar a escriure el seu famós llibre Solaris, el festival anà recorrent diferents branques de la literatura fantàstica: passat, present i, finalment, futur, en una taula rodona multitudinària sobre el que segons experts serà el futur de la literatura fantàstica.
Algunes de les temàtiques més importants que es van tocar al festival van ser la discriminació de certs gèneres (com per exemple la literatura humorística), el futur de la fantasia, les distopies amb relació a la situació contemporània o la transgressió en els gèneres fantàstics. A més, entre les activitats hi havia una gran quantitat d'homentages (els més notables, a Douglas Adams i Stanisław Lem) i conferències que s'allunyaven una mica de la literatura convencional per parlar d'altres formes de conumir fantasia, com els guions de cinema o els videojocs.
El festival s'organità de forma que, posteriorment a cada ponència, els autors que l'havien protagonitzat poguessin vendre i signar llibres a l'exterior de la Fabra i Coats.
Per a commemorar la primera edició del festival, els coordinadors van crear el premi 42, per destacar les millors obres de fantasia escrites durant el 2021. En tractar-se d'un premi amb categories tant en català com en castellà, van crear-se dos jurats diferenciats: en català, Raül Maigí (Les Rades Grises), Daniel Genís Mas (El Biblionauta), Karen Madrid Ribas (Quimèric) e Isabel del Río (La Font de Mimir); en castellà, Laura Fernández (periodista i escriptora), l'escriptora Susana Vallejo, l'escriptora Cristina Jurado i el col·laborador de gènere Daniel Pérez Castrillón.

## Participants
L'ajuntament de Barcelona ha publicat a la seva pàgina de cultura una pàgina dedicada al festival 42, on es troba la llista completa de participants i col·laboradors de l'esdeveniment. S'hi poden trobar els noms dels més de cent cinquanta escriptors, periodistes, guionistes, programadors de videojocs i experts en fantasia que han col·laborat en muntar la primera edició del Festival 42, amb noms tan importants com Alexandra Bracken, Pep Prieto, César Mallorquí o Lucy Holland.